# واشینگتون (بازیکن فوتبال، زاده ۱۹۵۳)
واشینگتن لوئیز ده پائولا با نام مستعار واشینگتن (پرتغالی: Washington; ۲۳ ژانویهٔ ۱۹۵۳ – ۱۵ فوریهٔ ۲۰۱۰) بازیکن فوتبال اهل برزیل بود.
از باشگاه‌هایی که در آن بازی کرده‌است می‌توان به باشگاه ورزشی باهیا، باشگاه فوتبال کورینتیانس، باشگاه فوتبال کوریتیبا، و باشگاه فوتبال گوارانی اشاره کرد.